# José María Giménez
José María Giménez, vollständiger Name José María Giménez de Vargas, (* 20. Januar 1995 in Toledo) ist ein uruguayischer Fußballspieler.

## Karriere

### Verein
Der 1,85 Meter große Defensivakteur Giménez, der die Position eines zentralen Abwehrspielers einnimmt, begann seine Karriere bei Danubio in der Tercera División. Er debütierte unter Trainer Juan Ramón Carrasco in der Primera División in der Partie gegen Central Español am 11. Spieltag der Apertura 2012. Für Danubio absolvierte er 16 Erstligaspiele in der Saison 2012/13. Im April 2013 unterschrieb er einen Fünfjahresvertrag bei Atlético Madrid. In der spanischen Primera División kam er erstmals am 14. September 2013 beim 4:2-Sieg gegen UD Almería zum Einsatz und gehörte direkt zur Startelf. Dabei bildete er mit seinem Landsmann Diego Godín die Innenverteidigung. Nur vier Tage zuvor hatte er sein Länderspieldebüt gefeiert. Zu einem weiteren Vereinspflichtspieleinsatz für Atlético kam er in seiner Premieren-Saison 2013/14 nicht. Direkt in seiner ersten Spielzeit bei den Madrilenen gewann er mit dem Team den Landesmeistertitel.
In der Saison 2014/15, die sein Verein als Tabellendritter abschloss, wurde er 20-mal (ein Tor) in der höchsten spanischen Spielklasse und viermal (kein Tor) in der Champions League eingesetzt. In der Spielzeit 2015/16 lief er 27-mal (ein Tor) in der Primera División und achtmal (kein Tor) in der Champions League auf. Während der Saison 2016/17 absolvierte er 17 La-Liga-Spiele (kein Tor) und sechs Partien (kein Tor) in der Champions League. In den folgenden Spielzeiten bestritt er jeweils ungefähr 20 Ligaspiele.

### Nationalmannschaft

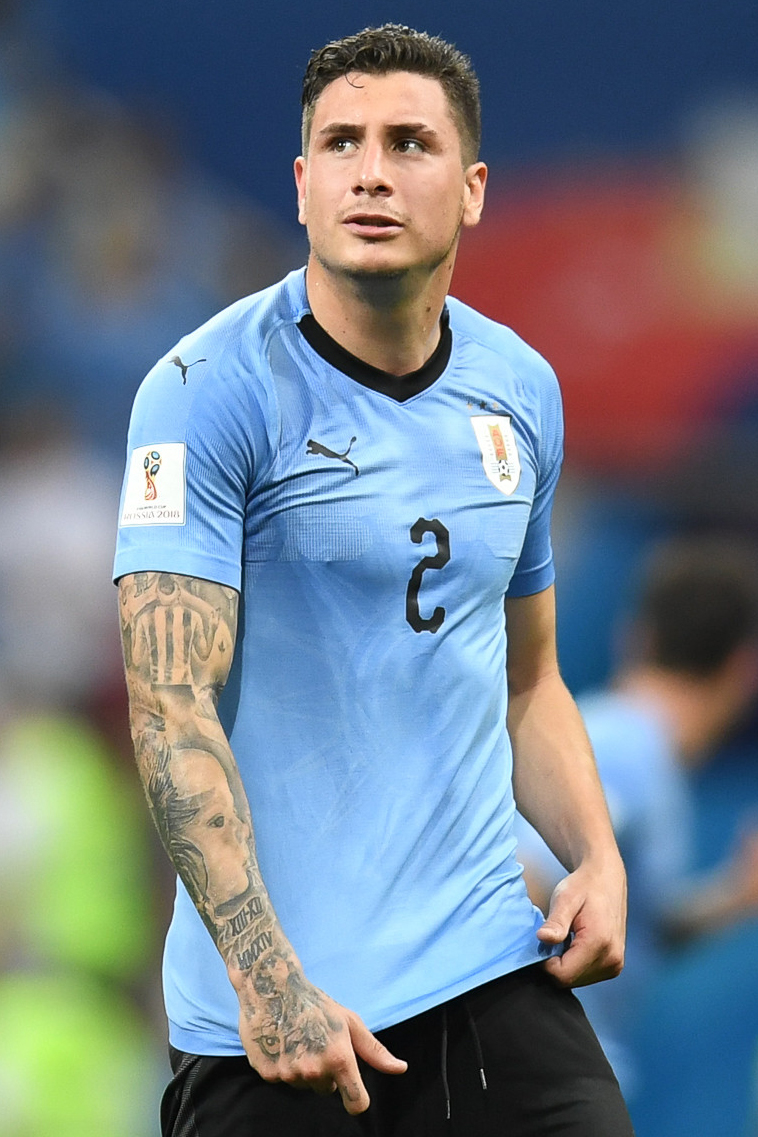
Giménez bei der WM 2018

Giménez feierte sein Debüt in der uruguayischen U-20-Auswahl am 10. April 2013 unter Trainer Juan Verzeri bei der 1:2-Niederlage gegen Chile. Wenige Monate später nahm er mit Uruguay an der U-20-Weltmeisterschaft 2013 teil und beendete das Turnier auf dem zweiten Platz. Im Verlaufe des Turniers wurde er in sieben Spielen eingesetzt. Insgesamt absolvierte er bisher (Stand: 5. Juli 2013) zehn Länderspiele für diese Auswahl. Ein Torerfolg gelang ihm nicht.
Giménez debütierte am 10. September 2013 mit einem Startelfeinsatz im mit 2:0 gewonnenen WM-Qualifikationsspiel gegen Kolumbien in der A-Nationalmannschaft Uruguays. In der nachfolgenden WM-Qualifikations-Partie gegen Ecuador am 11. Oktober 2013 stand er abermals in der Anfangsformation. Bei der Weltmeisterschaft 2014 in Brasilien gehörte er als jüngster Spieler des Kaders dem Aufgebot Uruguays an und bestritt drei der vier Turnierpartien der Uruguayer. Sein erstes Länderspieltor erzielte er am 8. September 2014 beim 1:0-Auswärtssieg im Freundschaftsländerspiel gegen Südkorea. Für die Copa América 2015 in Chile wurde er abermals ins uruguayische Team berufen. Dort schied er mit der Celeste im Viertelfinale aus.
Mit Uruguay nahm er an der Fußball-Weltmeisterschaft 2018 teil. Im ersten Gruppenspiel gegen Ägypten erzielte er in der 90. Minute das spielentscheidende 1:0. Uruguay schied im Viertelfinale gegen den späteren Weltmeister Frankreich aus.
Er stand im Kader der Weltmeisterschaft 2022, wo Uruguay bereits in der Vorrunde ausschied. Giménez kam in allen drei Spielen zum Einsatz.

## Erfolge
Verein
- Spanischer Meister: 2013/14, 2020/21
- Spanischer Superpokalsieger: 2014
- UEFA Europa League: 2018
- UEFA-Super-Cup-Sieger: 2018
- UEFA Champions League: Finalist: 2014, 2016

Nationalmannschaft
- Platz 3 bei der Copa América: 2024[12]
- U-20-Vize-Weltmeister 2013

## Auszeichnungen
- Copa América 2019: Mannschaft des Turniers[13]

## Privates
Am 13. Dezember 2014 teilte Giménez mit, dass er an jenem Tag Vater eines Sohnes geworden sei. Im Alter von 17 Jahren, als seine damals 14-jährige Schwester Schwanger wurde, wollte er mit dem Fußball spielen aufhören und sich eine Arbeit suchen, um seine Familie finanziell zu unterstützen und für das Kind zu sorgen. Repräsentanten seines damaligen Vereins konnten ihn davon überzeugen mit dem Fußball weiterzumachen, noch im selben Jahr wurde er von Atlético Madrid verpflichtet.